# Добрянський Андрій Миколайович
Андрій Миколайович Добрянський (нар. 5 вересня 1972, Знам'янка, Кіровоградська область, УРСР) — український та російський футболіст і тренер, захисник. Майстер спорту України (2006). З 2014 року має російське громадянство.

## Кар'єра гравця
Андрій Добрянський народився 5 вересня 1972 року в місті Знам'янка Кіровоградської області. Вихованець знам'янської ДЮСШ. Перші тренери — Борис Муравський та Олександр Шмалько.
Дорослу кар'єру розпочав у 1991 році в складі аматорського клубу «Локомотив» (Знам'янка). Впевнена гра молодого гравця привернула увагу кіровоградської «Зірки», до складу якої Андрій перейшов уже в 1992 році. 11 квітня 1992 року дебютував у складі кіровоградської команди в виїзному матчі 2-го туру 1-ї підгрупи Перехідної ліги проти харківського «Олімпіка». Харківська команда в тому поєдинку здобула перемогу з рахунком 3:1. Андрій в тому матчі вийшов у стартовому складі та відіграв увесь поєдинок. Дебютним голом у футболці зірки відзначився 1 серпня 1993 року в виїзному матчі 1/64 фіналу кубку України проти високопільського «Динамо». В тому поєдинку кіровоградська команда здобула перемогу з рахунком 3:0. Добрянський вийшов на поле на 70-й хвилині замість Сергія Тарана, а вже на 78-й хвилині відзначився голом. Першим голом в чемпіонатах України відзначився 6 вересня 1993 року в 5-му турі Другої ліги чемпіонату України проти клубу «Дністер» (Заліщики). Матч завершився з нічийним рахунком 2:2. Андрій в тому поєдинку вийшов на поле на 46-й хвилині, замінивши Миколу Лапу, а на 65-й хвилині відзначився забитим м'ячем. Загалом у складі кіровоградського клубу виступав з 1992 по 1995 роки, за цей час у чемпіонатах України провів 86 матчів та відзначився 5-ма голами, ще 4 матчі (1 гол) у складі «Зірки» провів у кубку України. Протягом свого перебування в Кіровограді був у короткочасних орендах в аматорських клубах «Сіріус» (Жовті Води) та «Локомотив» (Знам'янка).
У 1996 році перейшов до складу іншого клубу з Кіровоградської області, олександрійської «Поліграфтехніки». У складі олександрійського клубу дебютував 9 серпня 1996 року в домашньому матчі 2-го туру Першої ліги чемпіонату України проти охтирського «Нафтовика-Укрнафти». Матч завершився нульовою нічиєю. Андрій же вийшов на поле в стартовому складі, а на 83-й хвилині його замінив Сергій Нікончук. Дебютним голом за олександрійців відзначився 1 квітня 1997 року в виїзному матчі 28-го туру Першої ліги чемпіонату України проти ФК «Черкас». Матч завершився перемогою «Поліграфтехніки» з рахунком 2:1. Добрянський вийшов на поле в стартовому складі та відіграв увесь матч, на 4-й хвилині отримав жовту картку, а на 15-й — відзначився голом. За період свого перебування в складі олександрійців у чемпіонаті України зіграв 34 матчі та відзначився 2 забитими м'ячами, ще 3 матчі за «Поліграфтехніку» провів у кубку України. 
Сезон 1997/98 років відіграв у складі ужгородської «Верховини». За цей час у чемпіонаті України зіграв 31 матч та відзначився 1 голом, ще 1 поєдинок зіграв у кубку України.
У 1999 та 2000 роках виступав у складі костанайського «Тобола», який виступав у вищій лізі чемпіонату Казахстану, у складі якого в чемпіонаті зіграв 28 матчів та забив 3 м'ячі, ще 1 матч зіграв у кубку Казахстану. Під час паузи в чемпіонаті зіграв 9 матчів та забив 1 м'яч у складі кіровоградської «Артеміди». Починаючи з 2000 року виступав в Угорщині в клубах «Залахас» та «Хевіз». Крім цього, в сезоні 2001/02 років знову виступав у складі кіровоградської «Артеміди».
В 2003 році повернувся в Україну та підписав угоду з кіровоградською «Зіркою». У складі клубу повторно дебютував 19 березня 2003 року в матчі 19-го туру першої ліги чемпіонату України проти «Карпат-2». Кіровоградська команда здобула перемогу з рахунком 3:0. Андрій вийшов на поле на 73-й хвилині, замінивши Олександра Мизенко. Першим та єдиним голом у футболці «Зірки» під час свого другого перебування в клубі відзначився 4 квітня 2003 року. Сталося це в виїзному матчі 21-го туру першої ліги чемпіонату України проти ФК «Миколаєва». «Зірка» поступилася в тому матчі з рахунком 1:2. Добрянський вийшов на поле в стартовому складі й вже на 6-й хвилині відзначився голом, на 39-й хвилині отримав жовту картку, а вже на 46-й хвилині був замінений на Володимира Постолатьєва. Кольори кіровоградського клубу Андрій цього разу захищав до 2004 року, за цей час у чемпіонаті України зіграв 36 матчів. У квітні 2004 року на правах оренди виступав у складі южноукраїнської «Олімпії ФК АЕС», але в складі команди зіграв лише 1 поєдинок.
Сезон 2004/05 років провів у футболці вінницької «Нива» (Вінниця), у складі якої в чемпіонаті України зіграв 25 матчів та забив 3 м'ячі, ще 5 поєдинків за «Ниву» відіграв у кубку України. Наступний сезон розпочав у складі луганської «Зорі», в складі якої в чемпіонатах України провів 18 матчів (1 гол). А вже першу частину сезону 2006/07 років виступав у складі охтирського «Нафтовика-Укрнафти», в складі якого зіграв 15 поєдинків.
У 2007 році поїхав до Росії, де виступав до 2009 року в клубі з аматорського чемпіонату країни під назвою «Гірник» (Строїтель).
У 2009 році повернувся в Україну й почав виступати в складі головківського «УкрАгроКома». У 2009—2010 роках також виступав у складі Тепловика (Южноукраїнськ) та «Локомотиву-Хлібодар». 2010 року призупинив кар'єру футболіста.
З 2015 року відновив кар'єру гравця, виступав у т. зв. клубі «Гвардієць» (смт Гвардійське), а в сезоні 2016/17 років виходив на поле вже у складі «Кримтеплиці».

## Кар'єра тренера
З 2011 року почав займатися тренерською діяльністю в СДЮШОР-5 міста Севастополя (до 2012 року). У 2011 році працював головним тренером ІС (Севастополь). З липня 2012 по червень 2013 року працював головним тренером ПФК «Севастополь-3». Після російської окупації Криму продовжив працювати на півострові. З липня 2013 по червень 2014 року працював на тренерських посадах у фейковому клубі, який було створено окупаційними військами, під назвою ПФК «Севастополь». З серпня 2014 по липень 2016 року працював тренером у ДЮФК «СКІФу» (Сімферополь). З серпня по листопад 2016 року працював тренером у відновленому окупаційними структурами півострова клубі ФК «Кримтеплиця» (с. Молодіжне)

## Досягнення

### На професіональному рівні
- Перша ліга чемпіонату України
  -  Чемпіон (3): 1994/95, 2002/03, 2005/06

- Перехідна ліга України
  -  Чемпіон (1): 1993/94

- Чемпіонат Угорщини
  -  Чемпіон (1): 2001/02

### На аматорському рівні
- Чемпіонат Кіровоградської області
  -  Срібний призер (2): 2009, 2010

- Чемпіонат Миколаївської області
  -  Бронзовий призер (1): 2010

- Кубок Кіровоградської області
  -  Володар (1): 2009

- Кубок Миколаївської області
  -  Володар (1): 2010

- Суперкубок Миколаївської області
  -  Фіналіст (1): 2010